# Henry Thomas Colebrooke
Henry Thomas Colebrooke (Londres, 15 de junho de 1765 – Londres, 10 de março de 1837) foi um botânico e linguista britânico.
Foi o segundo presidente da Royal Astronomical Society.